# Pares y nones
Pares y nones es una película española de 1982, una comedia del subgénero de «comedia madrileña» escrita y dirigida por José Luis Cuerda, en la que fue su debut en el cine. Está protagonizada por Antonio Resines, Silvia Munt, Carles Velat y Virginia Mataix.
La película se estrenó en la selección oficial del Festival Internacional de Cine de San Sebastián 1982.

## Sinopsis
El matrimonio entre Paco (Antonio Resines) y Carmen (Sílvia Munt) hace tiempo que no marcha bien y por eso deciden separarse. Sus amigos Víctor (Carles Velat) y Montse (Virginia Mataix), que llevan una relación sin tanto compromiso, les aconsejan en su crisis de pareja. Mientras, Paco estrena su nueva independencia sentimental conociendo a Marta (Alicia Sánchez) y a su sobrina Patricia (Mercedes Camins), y convence a Víctor para salir juntos los cuatro. Por su parte, Carmen recibe una propuesta insólita de su jefe Faustino (Miguel Rellán) y el reencuentro con un antiguo compañero de clase.

## Reparto
- Antonio Resines como Paco
- Sílvia Munt como Carmen
- Virginia Mataix como Montse
- Carles Velat como Víctor
- Alicia Sánchez como Marta
- Mercè Camins (Mercedes Camins) como Patricia
- Marta Fernández Muro como Virginia
- Agustín González como Riquelme
- Miguel Rellán como  Faustino

## Reconocimientos
Pares y nones, además de participar en el Festival Internacional de Cine de San Sebastián, recibió el Premio Nuevos Realizadores de la Dirección General de Cinematografía y el premio del Festival de Cine Español de Sao Paolo.